# News UK
News Corp UK and Ireland Limited (actualmente News UK, anteriormente News International y NI Group) es una editorial de periódicos británica, de propiedad estadounidense con sede en Reino Unido, y una subsidiaria, de propiedad total, del conglomerado medios de comunicación estadounidense News Corp. Es la editorial actual de los periódicos The Times, The Sunday Times y The Sun. Entre sus publicaciones anteriores figuran The Today, News of the World y The London Papers. Hasta junio del 2002 se conocía bajo el nombre de News International plc. El 31 de mayo de 2011 el nombre de la empresa paso de ser News International Limited a NI Group Limited y el 26 de junio de 2013 cambió a News UK. Su principal competidor es DMG Media perteneciente al Daily Mail y General Trust.

## Historia
Entre 1987 y 1995, a través de su filial News (UK) Ltd, News International fue propietario de Today, el primer periódico nacional del Reino Unido en ser impreso a color. El resto de los periódicos de News International (con excepción de The London Paper, lanzando en el 2006) fueron fundados por otros propietarios, y en algunos de los casos hace cientos de años.
En octubre del 2005, News International vendió el suplemento sobre educación del Times, TSL Education, y otros títulos de educación por £ 235 millones ($ 415 millones). Como parte del trato, el suplemento de Literario de The Times siguió siendo propiedad de News International. Darwin Ltd, que se había hecho cargo de la empresa, continuó produciendo el mismo producto.

## Operaciones
Los principales títulos de la compañía son publicados por las empresas filiales, Times Newspapers Ltd y News Group Newspapers. Las redacciones de estos periódicos se encontraban, hasta el 2010, en Waping, al este de Londres, en un edificio que se ganó el apodo de “Fortaleza de Wapping” tras una feroz disputa con el sindicato al que la mano de obra había pertenecido anteriormente.  Después del 2010, la impresión de los periódicos pasó a llevarse a cabo en Broxbourne, Knowsley y Lanarkshire ( la mayor y más rápida prensa de impresión en el mundo). El edificio de The News, donde se llevan a cabo todas las operaciones en Londres de News UK, fue inaugurado el 16 de septiembre de 2014 por el alcalde de Londres, Boris Johnson.

### Times Newspapers Ltd
Times Newspapers Ltd, publica el diario The Times y el periódico de gran formato The Sunday Times. Times Newspapers se formó en 1967 cuando Thomson Corporation le compró The Times a la familia Astor y lo fusionó con The Sunday Times, del cual era propietario desde 1959. La compañía fue adquirida por News International, de Murdoch, en febrero de 1981. La adquisición fue seguida por 21 días de intensas negociaciones con los sindicatos de impresión. El suplemento literario de The Times, así como el suplemento de Educación y el de Educación Superior también formaban parte del grupo, aunque posteriormente las dos últimas publicaciones fueron vendidas.
En el 2006 se lanzó una edición estadounidense de The Times en Nueva York, Boston y otras ciudades de la Costa Este de Estados Unidos.
Murdoch afirma que la ley y la junta independiente le impiden ejercer control editorial. Sin embargo en un artículo publicado por The Spectator tras la renuncia de James Harding indicaba que «la confianza nunca jugó un rol predominante en los 30 años que Murdoch estuvo frente a la compañía» y sugería que Murdoch había presionado a Harding a renunciar.

### News Group Newspapers Ltd
News Group Newspapers Ltd publica el tabloide The Sun. The News of the World fue otro tabloide propiedad de la empresa; sin embargo su cierre fue anunciado el 7 de julio de 2011, luego de nuevas pruebas de un escándalo de escuchas telefónicas. Su último número fue publicado el 10 de julio de 2011. El News of the World había sido comprado por Murdoch en enero de 1969. The Sun fue comprado a International Publishing Corporation en octubre de ese mismo año.
Murdoch afirma que su papel es de un “titular tradicional”; ejerciendo un control editorial en temas de mayor relevancia como a qué partido político apoyar en las elecciones o políticas europeas.

### NI Free Newspapers Limited
El London Paper fue el primer periódico puesto en marcha por News International, en lugar de ser adquirido de otra empresa. Fue un vespertino gratuito distribuido en las estaciones de autobuses y trenes en Londres. Fue publicado 5 días a la semana desde septiembre del 2006 hasta septiembre del 2009, cuando cerró al tener que hacer frente a la competencia de otros periódicos gratuitos.
- Datos: Q1105124